# Kristusorden

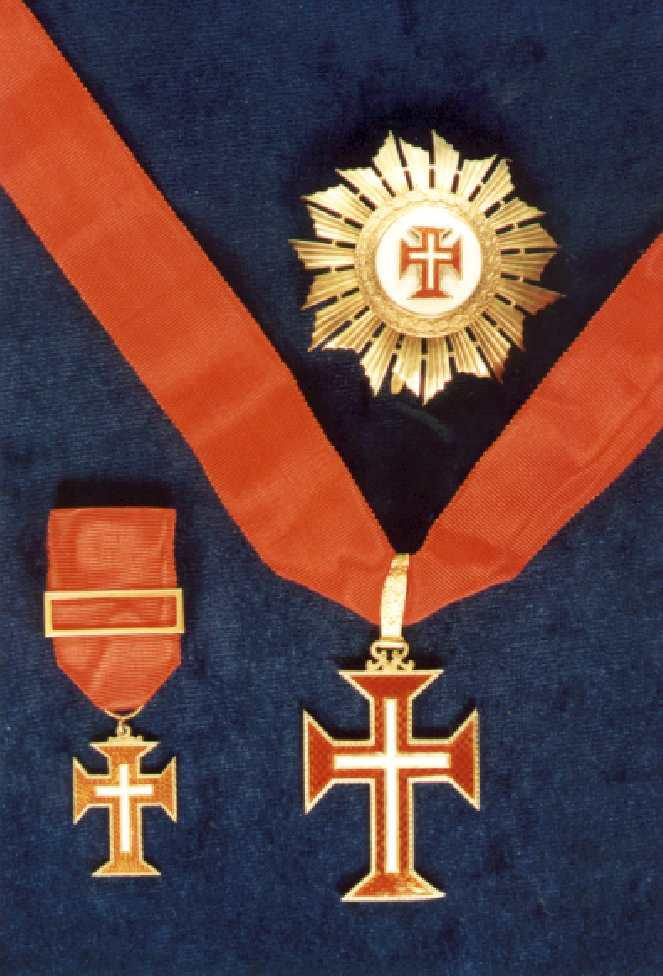
Kristusorden.

Kristusorden (portugisiska: Orden Militar de Christo) är Påvestolens och Portugals förnämsta orden. Den är också en av de mest ansedda internationella ordnarna. Den instiftades i Portugal 1319 och i början var religiös. Orden sekulariserades år 1789. Den från påven bärs i kedja med ordensstjärna och kraschan, den från Portugal i rött band.
Idag delas orden av Portugals regering. Utmärkelsen delas för exceptionella meriter för republiken, Portugals regering, diplomati, tjänsten på offentliga sektorn och förvaltning.
Orden består av sex klasser:
- storkedja
- storkors
- storofficerare
- kommendör
- officerare
- riddare